# Alpy Ennstalskie
Alpy Ennstalskie (niem. Ennstaler Alpen) – pasmo górskie w Północnych Alpach Wapiennych. Leży w Austrii, w krajach związkowych Styria i Górna Austria. Najwyższym szczytem jest Hochtor, który osiąga 2369 m. Głównym miastem regionu jest Eisenerz.
Pasmo graniczy z: Oberösterreichische Voralpen na północy, Ybbstaler Alpen na północnym wschodzie, Hochschwabgruppe na wschodzie, Lavanttaler Alpen na południowym wschodzie, Seckauer Tauern na południu, Rottenmanner und Wölzer Tauern na południowym zachodzie oraz z Totes Gebirge na zachodzie.

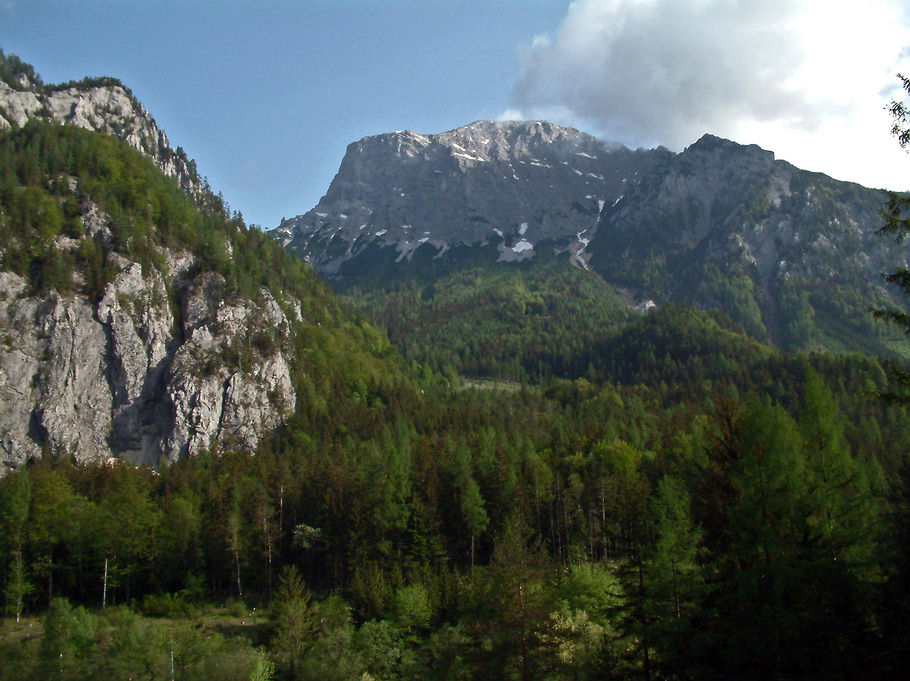
Großer Buchstein

Najwyższe szczyty:
| - Hochtor (2369 m) - Großer Ödstein (2335 m) - Admonter Reichenstein (2251 m) - Sparafeld (2247 m) - Großer Pyhrgas (2244 m) - Haindlkarturm (2238 m) - Großer Buchstein (2224 m) - Lugauer (2217 m) |  | - Gößeck (2214 m) - Hochzinödl (2191 m) - Eisenerzer Reichenstein (2165 m) - Rosskuppe (2152 m) - Zeiritzkampel (2125 m) - Planspitze (2117 m) - Kaiserschild (2085 m) |

Schroniska:
- Hesshütte (1699 m)
- Buchsteinhaus (1546 m)
- Haindkar Hütte (1121 m)
- Ennstaler Hütte (1544 m)
- Mödlinger Hütte (1523 m)
- Rohrauer Haus (1308 m)